# Col de Salang
Le col de Salang, en persan كتل سالنگ, Kotal-e Sālang, est un col d'Afghanistan situé dans l'Hindou Kouch, à 3 878 mètres d'altitude. Il constitue une importante voie de communication entre le Sud-Est de l'Afghanistan, notamment Kaboul, et le Nord du pays. Depuis 1964, il est traversé par le tunnel de Salang, ouvrage endommagé pendant la guerre civile puis remis totalement en fonctionnement en 2002.
La limite administrative entre les provinces de Baghlân au nord-ouest et de Parwân au sud-est passe par la ligne de crête du col.
Avant la construction du tunnel, il était traversé par la route A76. La montée depuis Jabal-os-Sarǎj au sud-est via la vallée du Nawe Bald est longue d'environ quarante kilomètres. La descente sur l'autre versant emprunte la vallée du Salang jusqu'à la vallée de l'Andarāb et la ville de Doshi.

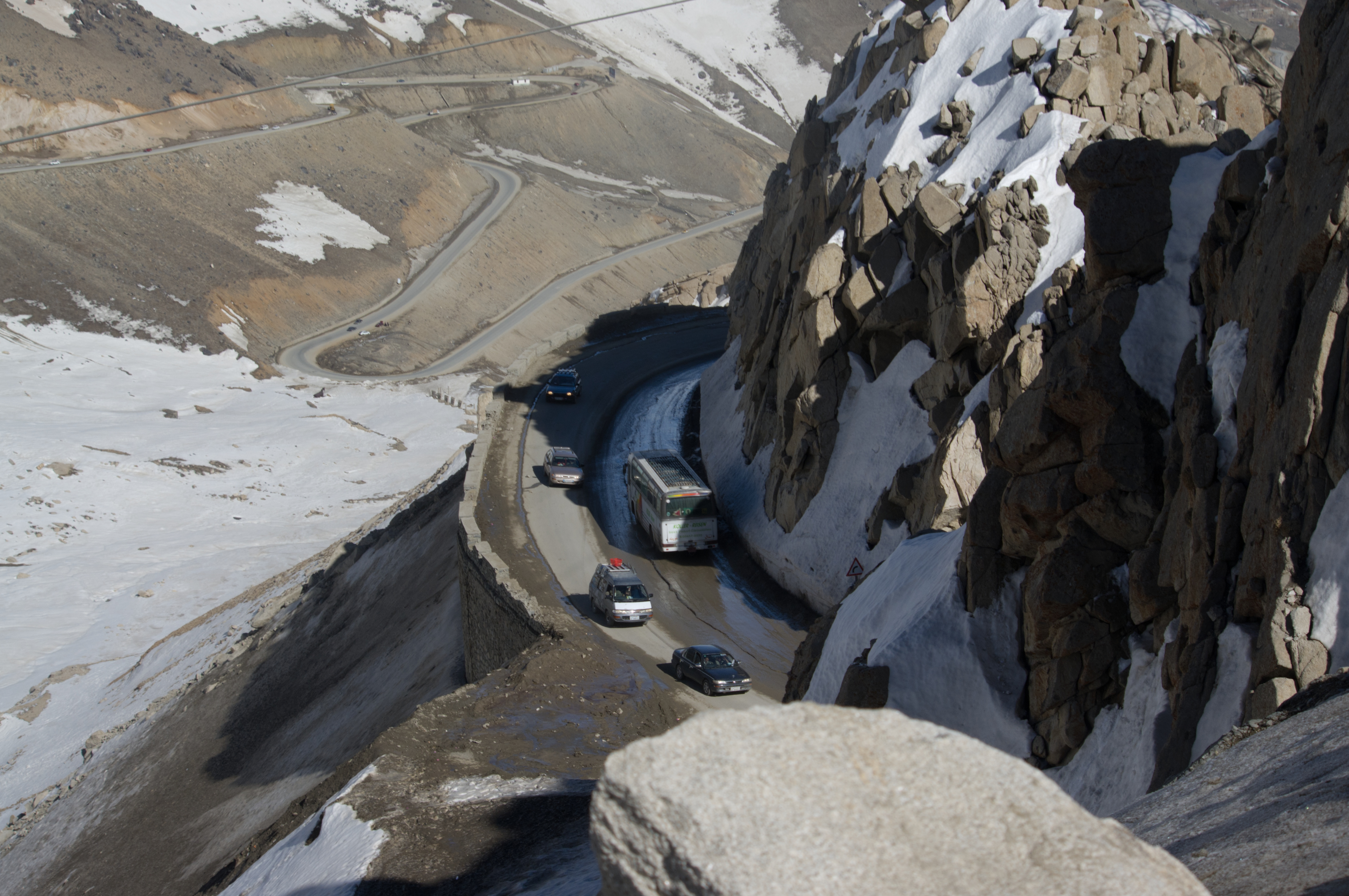
Vue de la route d'accès au col et au tunnel de Salang.

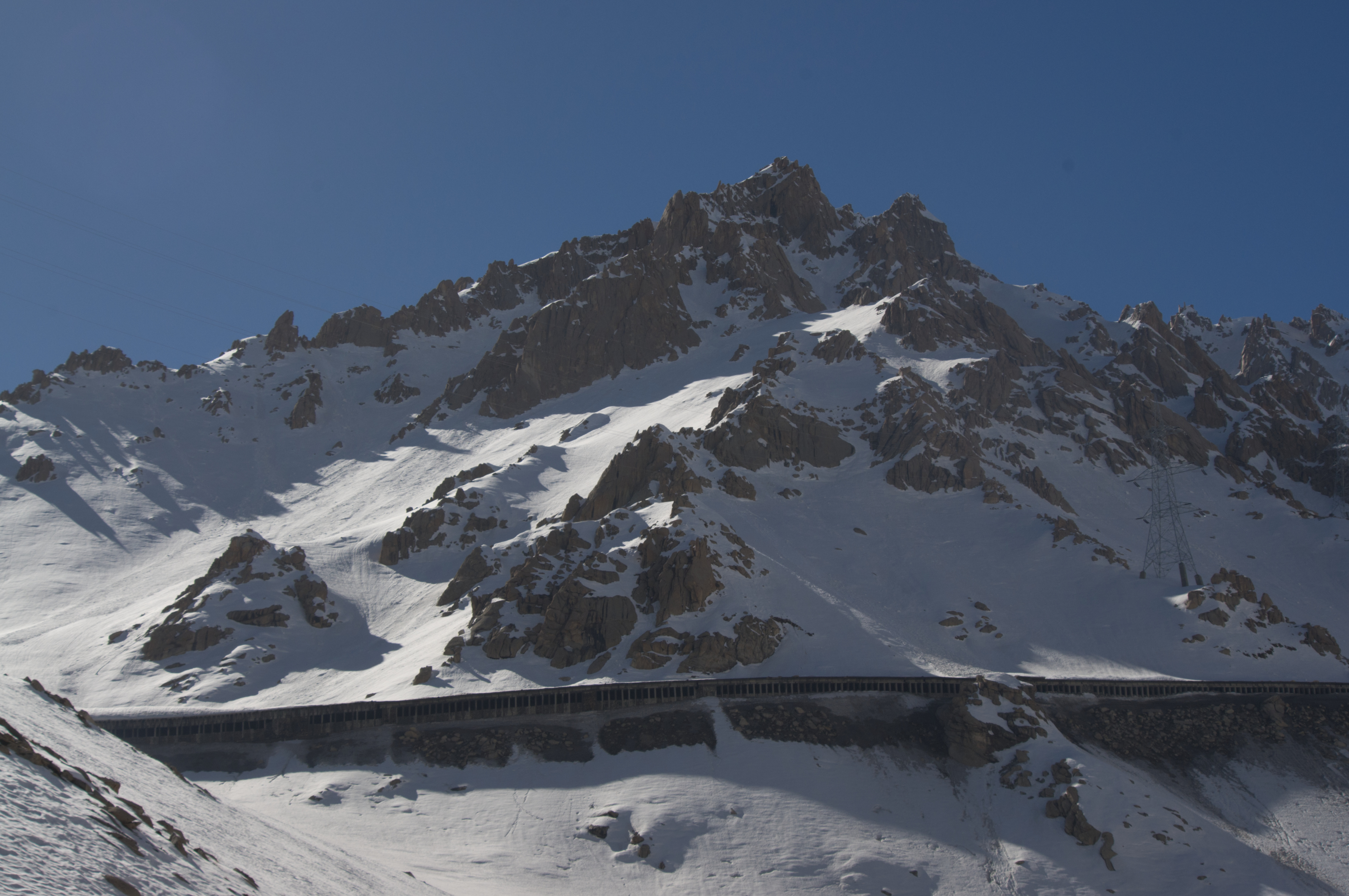
Vue de la route d'accès au col et au tunnel de Salang recouvert par un paravalanche.